# Viagens apostólicas de João Paulo II
Viagens apostólicas de João Paulo II foram inúmeras. Em todos os tempos foi o Papa que mais países visitou para levar a sua mensagem. Quebrou um costume secular dos Papas de não se deslocarem do Vaticano ou de fazê-lo pouquíssimas vezes apenas em circunstâncias especiais ou excepcionais.
Durante o seu pontificado, o papa João Paulo II viajou para 129 países, contabilizando mais de 1,7 milhões de quilômetros viajados, percorridos de avião, carro, navio e ferry boat. Ele consistentemente atraía grandes multidões em suas viagens, algumas contando entre as maiores já reunidas na história, como a do Jornada Mundial da Juventude de 1995, em Manila, nas Filipinas, que reuniu cerca de 5 milhões de pessoas, considerada uma das maiores reuniões de católicos já ocorrida. Estima-se que em seu pontificado 400 milhões de pessoas o viram em Roma ou durante suas viagens e se reuniu com 738 chefes de Estado entre eles 246 primeiros-ministros recebidos em audiência.
As primeiras visitas oficiais de João Paulo II foram para as Bahamas, República Dominicana e para o México (janeiro de 1979), e para a Polônia (junho de 1979), onde multidões o rodearam. Esta primeira visita à Polônia serviu para elevar o espírito da nação e catalisou a formação do Movimento Solidariedade em 1980, que trouxe de volta a liberdade e os direitos humanos para a sua terra natal.
Enquanto algumas de suas viagens (como a feita aos Estados Unidos e à Terra Santa) foram para lugares previamente visitados por Paulo VI, João Paulo II se tornou o primeiro papa a visitar a Casa Branca em sua viagem de outubro de 1979 aos Estados Unidos, onde foi recebido pelo presidente Jimmy Carter.
Ele viajou para lugares que nenhum outro papa havia visitado antes, sendo o primeiro papa a visitar o México, em janeiro de 1979  e Irlanda, no mesmo ano. Foi ainda o primeiro papa a visitar o Reino Unido em 1982, onde se encontrou com a Rainha Isabel II, Governadora Suprema da Igreja da Inglaterra. A Igreja da Inglaterra ou Igreja Anglicana se separou da Igreja Católica no reinado de Henrique VIII em 1534.
| “ | Hoje, pela primeira vez na história, um bispo de Roma pisou em solo inglês. Esta bela terra, que já foi um entreposto distante do mundo pagão, se tornou, através da pregação do Evangelho, uma parte amada e abençoada do vinhedo cristão | ” |
|   | — Papa João Paulo II, em sua visita à Inglaterra em 1982. |   |

João Paulo II  também visitou o Haiti em 1983, onde discursou em crioulo para milhares de empobrecidos fiéis que o esperavam no aeroporto. Sua mensagem, "A situação precisa mudar no Haiti", sobre a disparidade entre os ricos e pobres, foi recebida com um estrondoso aplauso.
Em 2000, ele foi o primeiro papa moderno a visitar o Egito, um país de maioria muçulmana, se encontrando com Muhammad Sayyid Tantawy e também se encontrou com o papa copta, Shenouda III (da Igreja Ortodoxa Copta de Alexandria, que se separou da Igreja Ortodoxa após o Concílio de Calcedônia, em 451) e o patriarca grego ortodoxo de Alexandria (da Igreja Ortodoxa Grega de Alexandria, separada da Igreja Católica no Grande Cisma do Oriente, em 1054).
João Paulo II foi o primeiro papa católico a visitar e rezar numa mesquita islâmica, em Damasco, na Síria, em 2001. Visitou a Mesquita dos Omíadas, uma antiga igreja cristã onde se acredita estar enterrado São João Batista (que também é um profeta no Islã), onde fez um discurso pedindo aos cristãos, muçulmanos e judeus que trabalhassem juntos.
Em março de 2000, ao visitar Jerusalém, João Paulo II se tornou o primeiro papa da história a visitar e rezar no Muro das Lamentações.
Em setembro de 2001, dez dias depois dos ataques de 11 de setembro, ele viajou ao Cazaquistão, onde foi recebido por uma audiência majoritariamente muçulmana, e para a Armênia, para participar da celebração dos 1700 anos de cristianismo na nação.
|  | Viagens pelo mundo do Papa João Paulo II: - 1979 1. 25 de janeiro–1 de fevereiro República Dominicana e México 2. 2–10 de junho Polônia 3. 29 de setembro–7 de outubro Irlanda e Estados Unidos 4. 28–30 de novembro Turquia - 1980 5. 2–12 de maio Zaire, República do Congo, Quênia, Gana, República do Alto Volta e Costa do Marfim 6. 30 de maio–2 de junho França 7. 30 de junho–12 de julho Brasil 8. 15–19 de novembro Alemanha Ocidental - 1981 9. 16–27 de fevereiro Filipinas, Guam, e Japão - 1982 10. 12–19 de fevereiro Nigéria, Benim, Gabão, e Guiné Equatorial 11. Maio 12–15 Portugal (incluindo Fátima) 12. 28 de maio–2 de junho Grã-Bretanha 13. 10–13 de junho Argentina 14. 15 de junho Suíça 15. 29 de agosto San Marino 16. 31 de outubro–9 de novembro Espanha - 1983 17. Março 2–10 Costa Rica, Nicarágua, Panamá, El Salvador, Guatemala, Belize, Honduras e Haiti 18. 16–23 de junho Polônia 19. 14–15 de agosto Lourdes (França) 20. 10–13 de setembro Áustria - 1984 21. 2–12 de maio Coreia do Sul, Papua-Nova Guiné, Ilhas Salomão, Tailândia 22. 12–17 de junho Suíça 23. 9–20 de setembro Canadá 24. 10–12 de outubro Espanha, República Dominicana, Porto Rico - 1985 25. 26 de janeiro–6 de fevereiro Venezuela, Equador, Peru, Trinidad e Tobago 26. 11–21 de maio Bélgica, Países Baixos, Luxemburgo 27. 8–19 de agosto Togo, Costa do Marfim, Camarões, República Centro Africana, Zaire, Quênia, Marrocos 28. 8 de setembro Liechtenstein - 1986 29. 1–10 de fevereiro Índia 30. 1–8 de julho Colômbia, Santa Lúcia 31. 4–7 de outubro França 32. 19 de novembro–1 de dezembro Austrália, Nova Zelândia, Bangladesh, Fiji, Singapura, Seychelles - 1987 33. 31 de março–13 de abril Uruguai, Chile, Argentina 34. 30 de abril–4 de maio Alemanha Ocidental 35. 8–14 de junho Polônia 36. 10–20 de setembro Estados Unidos e Canadá - 1988 37. 7–18 de maio Uruguai, Bolívia, Peru, Paraguai 38. 23–27 de junho Áustria 39. 10–19 de setembro Zimbabwe, Botswana, Lesoto, Essuatíni, Moçambique, através da África do Sul 40. 8–11 de outubro França - 1989 41. 28 de abril–6 de maio Madagascar, Reunião, Zâmbia, e Malawi 42. 1–10 de junho Noruega, Islândia, Finlândia, Dinamarca, Suécia 43. 19–21 de agosto Espanha 44. 6–16 de outubro Coreia do Sul, Indonésia, Timor-Leste, Maurícia - 1990 45. 25 de janeiro–1 de fevereiro Cabo Verde, Guiné-Bissau, Mali, Burkina Faso, Chade 46. 21–22 de abril Checoslováquia 47. 6–13 de maio México, Curação 48. 25–27 de maio Malta 49. 1–10 de setembro Tanzânia, Ruanda, Burundi, Costa do Marfim - 1991 50. 10–13 de maio Portugal 51. 1–9 de junho Polônia 52. 13–20 de agosto Polônia, Hungria 53. 12–21 de outubro Brasil - 1992 54. 19–26 de fevereiro Senegal, Gâmbia, Guiné 55. 4–10 de junho Angola, São Tomé e Príncipe 56. 9–14 de outubro República Dominicana - 1993 57. 3–10 de fevereiro Benim, Uganda, Sudão 58. 25 de abril Albânia 59. 12–17 de junho Espanha 60. 9–16 de agosto Jamaica, México, Estados Unidos 61. 4–10 de setembro Lituânia, Letônia, Estônia - 1994 62. 10–11 de setembro Croácia - 1995 63. 12–21 de janeiro Filipinas, Austrália, Papua-Nova Guiné, Sri Lanka 64. 20–22 de maio República Checa, Polônia 65. 3–4 de junho Bélgica 66. 30 de junho Eslováquia 67. 14–20 de setembro Camarões, Quênia, África do Sul 68. 4–8 de outubro Estados Unidos - 1996 69. 5–12 de fevereiro Guatemala, El Salvador, Nicarágua, Venezuela 70. 14 de abril Tunísia 71. Maio 17–19 Eslovênia 72. 21–23 de junho Alemanha 73. 6–7 de setembro Hungria 74. 19–22 de setembro França - 1997 75. 12–13 de abril Sarajevo, Bósnia e Herzegovina 76. 25–27 de abril República Checa 77. 10–11 de maio Líbano 78. 31 de maio–10 de junho Polônia 79. 21–24 de agosto França 80. 2–5 de outubro Brasil - 1998 81. 21–25 de janeiro Cuba 82. 21–23 de março Nigéria 83. 19–21 de junho Áustria 84. 2–4 de outubro Croácia - 1999 85. 22–25 de janeiro Cidade do México no México Janeiro 26–27 Saint Louis, Missouri 86. 7–9 de maio Romênia 87. 5–17 de junho Polônia 88. 19 de setembro Eslovênia 89. 5–9 de novembro Nova Deli (Índia) e Tbilisi (Geórgia) - 2000 90. 24–26 de fevereiro Egito 91. 20–26 de março Jordânia, Israel e Palestina 92. 12–13 de maio Fátima em Portugal - 2001 93.(a) 4–5 de maio Atenas em Grécia 93.(b) 5–6 de maio Síria 93.(c) 8–9 de maio Malta 94. 23–27 de junho Ucrânia 95. 22–27 de setembro Armênia e Cazaquistão - 2002 96. 22–26 de maio Azerbaijão e Bulgária 97. 23 de julho–1 de agosto Canadá, Guatemala, e México 98. 16–19 de agosto Polônia - 2003 99. 3–4 de maio Espanha 100. 5–9 de junho Croácia 101. 22 de junho Bósnia e Herzegovina 102.Setembro 11-14 Eslováquia - 2004 103. 5-6 de junho Suíça 104. 14-15 de agosto Lourdes (França) |

## Visitas ao Brasil

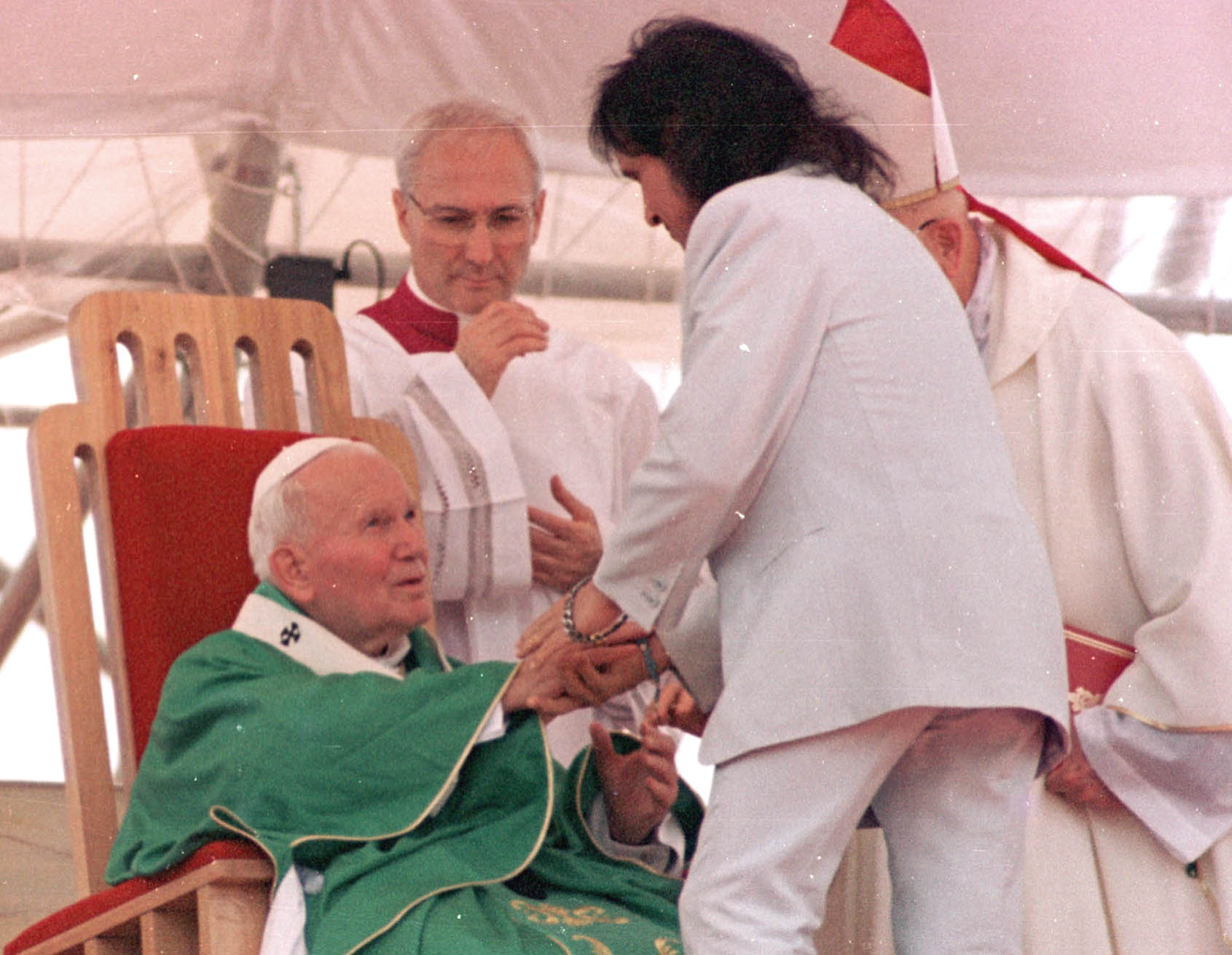
João Paulo II com o cantor Roberto Carlos a 5 de Outubro de 1997, na sua quarta visita ao Brasil.

O papa João Paulo II esteve no Brasil quatro vezes, sendo três delas oficiais e uma delas, porém, permaneceu apenas no aeroporto, quando ia para a Argentina em 1982, onde fez um rápido discurso durante a escala de seu voo no Rio de Janeiro. Na primeira, chegou ao meio-dia de 30 de junho de 1980, foi recebido pelo general João Batista Figueiredo, percorreu treze cidades em apenas doze dias, percorrendo um total de 30 000 quilômetros. Durante 12 dias João Paulo II percorreu as cidades de Brasília, Belo Horizonte, Rio de Janeiro, São Paulo, Aparecida, Porto Alegre, Curitiba, Salvador, Recife, Belém, Teresina, Fortaleza, despedindo-se do Brasil em Manaus, no dia 11 de julho de 1980.
| “ | A Providência Divina foi mais uma vez bem generosa para com o Papa, reservando-lhe, depois de um mundo de alegrias, a alegria suplementar de vir concluir aqui, em Manaus, no coração do fabuloso Amazonas, o intenso programa desta visita pastoral. | ” |
|   | — Papa João Paulo II, em sua visita à Catedral de Manaus em 1980. |   |

Essa visita foi marcada pela expectativa dos brasileiros em receber pela primeira vez um Papa no país, pela beatificação do jesuíta espanhol José de Anchieta, fundador da cidade de São Paulo, e pela cerimônia de consagração e inauguração da nova Basílica de Aparecida. O Papa ainda participou do X Congresso Eucarístico Nacional, realizado entre 30 de junho a 12 de julho de 1980, em Fortaleza, no Ceará. Durante a visita, bancos e repartições públicas fecharam, teatros atrasaram os espetáculos e os esquemas rodoviários foram alterados. Essa foi uma das maiores movimentações populares já registradas no Brasil. Em pleno regime militar, defendeu a justiça social, liberdade sindical, reforma agrária, direitos humanos e educação sexual. Mas também condenou a Teologia da Libertação e o aborto. Nessa época o papa já era considerado a pessoa viva mais popular do mundo, mesmo com pouco tempo de papado, isso graças em parte de suas viagens. Essa visita de João Paulo II foi uma das maiores movimentações populares já registradas no país. Destacou-se, na primeira visita, a música "A Bênção, João de Deus", composta para a ocasião por Péricles de Barros.
A outra visita foi entre 12 e 21 de outubro de 1991, sendo recebido em Brasília pelo então presidente Fernando Collor de Mello, visitou a Irmã Dulce, em Salvador, percorreu dez capitais (na ordem: Natal, São Luís, Brasília, Goiânia, Cuiabá, Campo Grande, Florianópolis, Vitória, Maceió e Salvador) e fez 31 pronunciamentos, beatificou Madre Paulina e na ocasião para um público de 60 mil pessoas, o papa afirmou durante a homilia: "Soube ela converter todas as suas palavras e ações num contínuo ato de louvor a Deus. Sua conformidade com a vontade de Deus levou-a a uma constante renúncia de si mesma, não recusando qualquer sacrifício para cumprir os desígnios divinos". O Papa abordou a questão indígena, a reprovação do uso de anticoncepcionais, o problema da divisão de terras, a família e a condenação do divórcio. A visita também foi marcada pelo fato de um menino de rua de 12 anos, descalço e vestido humildemente, ter ultrapassado barreira de segurança, em Goiânia, e ter se jogado nos braços do Papa, que retribuiu o carinho com um longo abraço.
Esteve também no Brasil entre 2 e 6 de outubro de 1997, foi recebido pelo então presidente Fernando Henrique Cardoso. Nessa visita o Papa participou do II Encontro Mundial com as Famílias, realizado na cidade do Rio de Janeiro, ficando por quatro dias na cidade. Em seus discursos, João Paulo II condenou o divórcio, o aborto e os métodos contraceptivos. Ele abençoou o Rio de Janeiro aos pés do Cristo Redentor. Em visita à cidade do Rio de Janeiro declarou: "Se Deus é brasileiro, o papa é carioca".
Nas três visitas oficiais de João Paulo II ao Brasil, tanto o Vaticano como os Correios editaram selos comemorativos para homenagear a passagem do pontífice no país. Ao todo foram impressos oito selos pela Casa da Moeda do Brasil. Um deles em homenagem póstuma, em 2005.
Além das viagens, também deixou mensagens ao bispos do Brasil, tais, como: "Não é possível compreender o homem a partir de uma visão econômica unilateral, e nem mesmo poderá ser definido de acordo com a divisão de classes.", disse aos bispos brasileiros em 26 de Novembro de 2002.

## Visitas a Portugal
João Paulo II visitou Portugal 3 vezes: em 1982, 1991 e 2000 foram visitas apostólicas e em 1983 fez escala em Lisboa onde discursou.

### Maio de 1982
A primeira visita, de 12 a 15 de maio de 1982, ocorreu um ano após o atentado de que foi vítima em 13 de maio de 1981. No primeiro dia, João Paulo II sofreu uma nova tentativa de assassinato quando Juan María Fernández y Krohn o tentou esfaquear com uma baioneta, onde o papa acabou sendo ferido. Nessa visita o Papa João Paulo II depositou a bala do atentado sofrido no ano anterior em plena Praça de São Pedro no altar de Nossa Senhora de Fátima. Ainda hoje a mesma bala se encontra na coroa de Nossa Senhora de Fátima no Santuário de Fátima. 
Em 14 de maio, visitou o Santuário de Nossa Senhora da Conceição, padroeira de Portugal, em Vila Viçosa. No mesmo dia o papa realizou uma cerimónia para uma multidão de quase meio milhão de pessoas, no Parque Eduardo VII, em Lisboa.

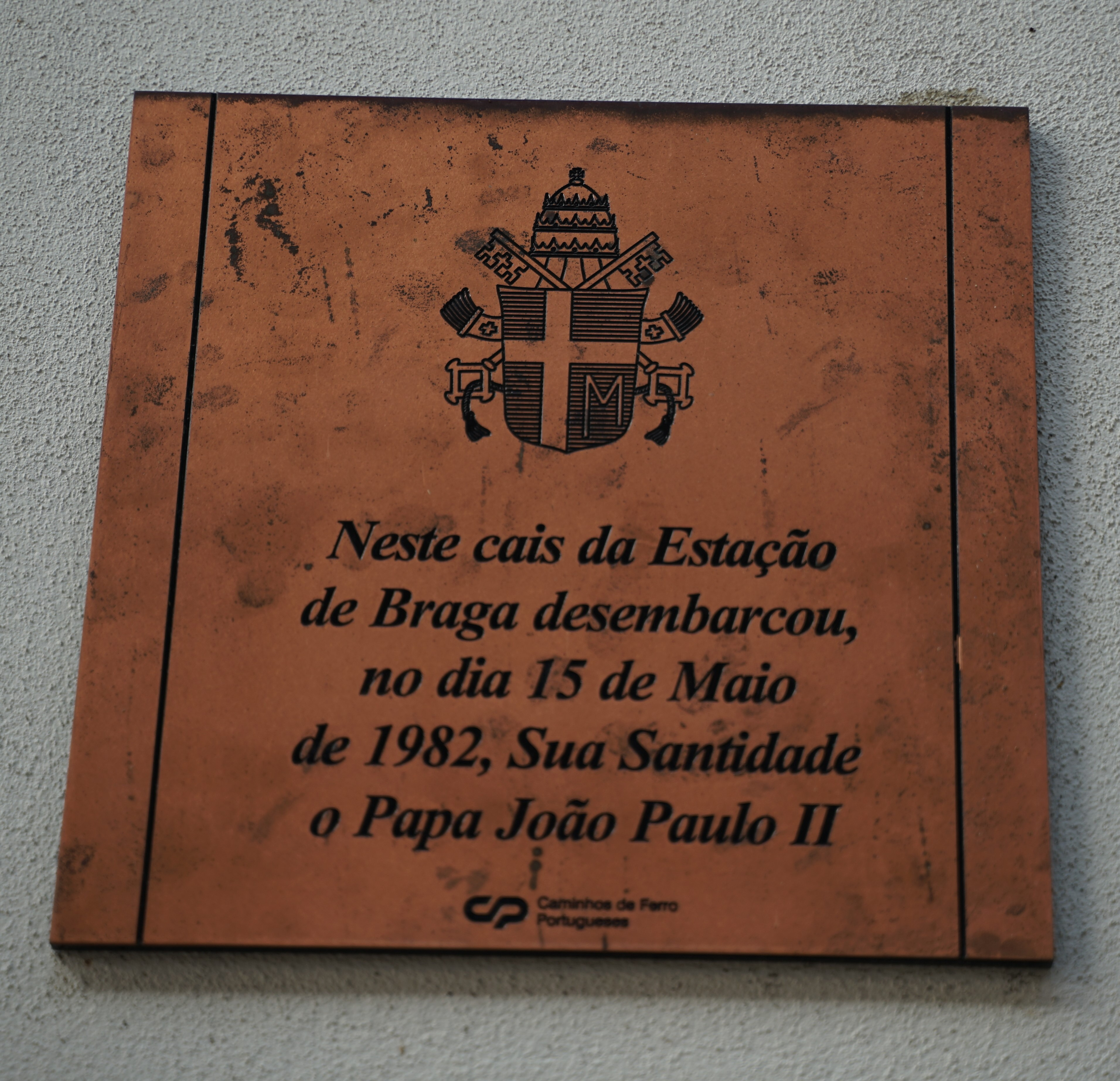
Placa comemorativa na Estação de Braga

No início da tarde de 15 de maio, depois de um grande atraso, por não poder viajar de helicóptero, celebrou uma Eucaristia  no Santuário de Nossa Senhora do Sameiro, em Braga, e, à tarde, viajou de helicóptero até o Porto, onde presidiu uma missa celebrada junto à Câmara Municipal, na Avenida dos Aliados. Para comemorar sua visita o CTT Correios de Portugal lançou uma emissão de selos intitulada "Visita de S.S. o Papa João Paulo II a Portugal de 12 a 15 de Maio de 1982".

### Março de 1983
Em 2 de março de 1983 fez uma escala em Lisboa, por volta da meia-noite, em viagem com destino a América Central e na ocasião uma multidão de pessoas o aguardava, sendo que o papa fez uma pequena homília invocando a sua "Fé e Devoção a Nossa Senhora de Fátima".

### Maio de 1991
De 10 a 13 de maio de 1991, esteve nos Açores, na Madeira, Lisboa, e novamente em Fátima. Um dos pontos mais altos foi o encontro com os jovens realizado no Estádio do Restelo, em Lisboa, em 10 de maio.

### Maio de 2000
A sua última visita, em que beatificou os pastorinhos de Fátima, Jacinta Marto e Francisco, teve lugar em 12 e 13 de maio de 2000, em Fátima e sobre eles disse o seguinte: "grande era, no pequeno Francisco, o desejo de reparar as ofensas dos pecadores, esforçando-se por ser bom e oferecendo sacrifícios e oração. E Jacinta sua irmã, quase dois anos mais nova que ele, vivia animada pelos mesmos sentimentos". Nesta peregrinação, João Paulo II ofereceu a Nossa Senhora de Fátima o anel com o lema "Totus Tuus" que o cardeal Wyszyński lhe havia ofertado no início do seu pontificado. Também teve a revelação do "Terceiro segredo de Fátima que estava relacionado com o atentado de João Paulo II. Para assinalar esta data os CTT Correios de Portugal fizeram uma emissão de selos intitulada "Visita a Portugal de Sua Santidade o Papa João Paulo II".

## Tabela de viagens
| Ano  | Dia/Mês       | Local(is) | Observações |
| ---- | ------------- | --- | --- |
| 1979 | 25/1 a 1/2    | República Dominicana, (Santo Domingo), México e Bahamas | |
|      | 2/6 a 10/6    | Polónia | Em Varsóvia, perante centenas de milhar de fiéis, desafia as autoridades comunistas, ao exortar: “Não excluam Cristo da História!” |
|      | 29/9 a 8/10   | Irlanda, Estados Unidos e Brasil, (Rio de Janeiro) | |
|      | 28/11 a 30/11 | Turquia | |
| 1980 | 2/5 a 12/5    | Zaire, República do Congo, Quênia, Gana, Alto Volta e Costa do Marfim | |
|      | 30/5 a 2/6    | França | |
|      | 30/6 a 12/7   | Brasil | |
|      | 15/11 a 19/11 | Alemanha Ocidental | |
| 1981 | 16/2 a 27/2   | Paquistão, Filipinas, Japão, Guam e Estados Unidos, (Anchorage) | |
| 1982 | 12/2 a 19/2   | Nigéria, Benim, Gabão e Guiné Equatorial | |
|      | 12/5 a 15/5   | Portugal, (Fátima) | A 13 de Maio, na Capelinha das Aparições, em Fátima, diante da imagem de Nossa Senhora, agradece à Virgem a ‘mão maternal que desviou a bala’ no atentado da Praça de São Pedro, e recita o Acto de Consagração do Mundo ao Coração Imaculado de Maria. Na noite desse dia, quando se prepara para abençoar os milhares de peregrinos que enchem o Santuário, escapa a uma nova tentativa de atentado por parte do padre espanhol Krohn.                                       |
|      | 28/5 a 2/6    | Reino Unido | Intenvenção junto à Rainha Elizabeth II em busca da solução para a Paz com a Argentina, por conta da disputa das Ilhas Malvinas. |
|      | 10/6 a 13/6   | Argentina | Intervenção junto ao Governo Argentino em busca da solução para a paz com o Reino Unido da Grã-Bretanha, por conta da disputa das Ilhas Malvinas. Após as visitas, ambos os países anunciaram a interrupção do conflito armado e iniciaram as tratativas de paz. Durante a viagem a Argentina, fez escala no Brasil, tendo, inclusive, falado aos brasileiros. |
|      | 15/6          | Suíça , (Genebra) | |
|      | 29/8          | San Marino e Itália, (Rimini) | |
|      | 31/10 a 9/11  | Espanha | |
| 1983 | 2/3 a 10/3    | Passa por Portugal, (Lisboa), a caminho da Igreja de Santo António dos Portugueses em Roma, e segue para a Costa Rica, Nicarágua, Panamá, El Salvador, Guatemala, Honduras, Belize e Haiti. | |
|      | 16/6 a 23/6   | Polónia | |
|      | 14/8 a 15/8   | França, (Santuário de Nossa Senhora de Lourdes) | |
|      | 10/9 a 13/9   | Áustria | |
| 1984 | 2/5 a 12/5    | Coreia do Sul, Papua-Nova Guiné, Ilhas Salomão, e Tailândia | Em Seul, beatifica 103 mártires coreanos. |
|      | 12/6 a 17/6   | Suíça | |
|      | 9/9 a 20/9    | Canadá | |
|      | 10/10 a 13/10 | Espanha, (Saragoça) , República Dominicana, (Santo Domingo) e Costa Rica, (San Juan) | |
| 1985 | 26/1 a 06/2   | Venezuela, Equador, Peru e Trinidad e Tobago | |
|      | 11/5 a 21/5   | Países Baixos, Bélgica e Luxemburgo | |
|      | 08/8 a 19/8   | Togo, Costa do Marfim, Camarões, República Centro-Africana, Zaire, Quênia e Marrocos | |
|      | 08/9          | Suíça , (Kloten) e Liechtenstein | |
| 1986 | 31/1 a 10/2   | Índia | A 4 de Fevereiro, encontra-se com Madre Teresa de Calcutá. |
|      | 1/7 a 8/7     | Colômbia e Santa Lúcia | |
|      | 4/10 a 7/10   | França | |
|      | 18/11 a 1/12  | Bangladesh, Singapura, Fiji, Nova Zelândia, Austrália e Seicheles | |
| 1987 | 31/3 a 13/4   | Uruguai, Chile e Argentina | |
|      | 30/4 a 4/5    | Alemanha Ocidental | |
|      | 8/6 a 14/6    | Polónia | Varsóvia (Warszawa), Lublin, Tarnów, Cracóvia (Kraków), Estetino (Szczecin), Gdynia, Gdańsk, Częstochowa, Łódź, Varsóvia. * Santa Missa para as famílias em Estetino (Szczecin), 11 de junho de 1987: "O trabalho humano: não é um ponto fixo de referência de toda a sociedade, e em nesta sociedade - cada família?" (originalmente em polonês: "Praca ludzka: czyż nie jest ona stałym punktem odniesienia całego społeczeństwa, a w tym społeczeństwie - każdej rodziny?") |
|      | 10/9 a 21/9   | Estados Unidos e Canadá, (Forte Simpson) | |
| 1988 | 7/5 a 19/5    | Uruguai, Bolívia, Paraguai e Peru, (Lima) | |
|      | 23/6 a 27/6   | Áustria | |
|      | 10/9 a 20/9   | Zimbabwe, Botswana, Lesoto, Essuatíni e Moçambique | |
|      | 8/10 a 11/10  | França, (Cidades de Estrasburgo, Metz e Nancy) | |
| 1989 | 28/4 a 6/5    | Madagáscar, Reunião, Zâmbia e Malawi | |
|      | 1/6 a 10/6    | Noruega, Islândia, Finlândia, Dinamarca e Suécia | |
|      | 19/8 a 21/8   | Espanha, (Santiago de Compostela e Região das Astúrias) | |
|      | 6/10 a 10/10  | Coreia do Sul, (Seul), Indonésia, Ilhas Maurícias e Timor-Leste | |
| 1990 | 25/1 a 1/2    | Cabo Verde, Guiné-Bissau, Mali, Burquina Fasso e Chade | |
|      | 21/4 a 22/4   | Tchecoslováquia | |
|      | 6/5 a 14/5    | México e Curaçau | |
|      | 25/5 a 27/5   | Malta | |
|      | 1/9 a 10/9    | Tanzânia, Burundi, Ruanda e Costa do Marfim, (Yamoussoukro) | |
| 1991 | 10/5 a 13/5   | Portugal, (Fátima) | |
|      | 1/6 a 9/6     | Polónia | |
|      | 13/8 a 20/8   | Polónia e Hungria | |
|      | 12/10 e 21/10 | Brasil | |
| 1992 | 19/2 a 26/2   | Senegal, Gâmbia, e Guiné | Na ilha de Goré, Senegal, visita a Casa dos Escravos e pede perdão por erros praticados por outros: a escravatura e o tráfico de negros africanos. |
|      | 4/6 a 10/6    | Angola e São Tomé e Príncipe | |
|      | 9/10 a 14/10  | República Dominicana, (Santo Domingo) | |
| 1993 | 3/2 a 10/2    | Benim, Uganda e Sudão | |
|      | 25/4          | Albânia | |
|      | 12/6 a 17/6   | Espanha | |
|      | 9/8 a 16/8    | Jamaica, México, (Mérida e Estados Unidos, (Denver) | |
|      | 4/9 a 10/9    | Lituânia, Letónia e Estónia | |
| 1994 | 10/9 a 11/9   | Croácia, (Zagreb) | |
| 1995 | 12/1 a 21/1   | Filipinas, (Manila), Papua-Nova Guiné, (Port Moresby), Austrália, ( Sydney) e Sri Lanka, (Colombo)                                                                                          | Em Colombo canoniza três mártires. |
|      | 20/5 a 22/5   | Chéquia | Na República Checa beatifica Jan Sarkander e Zdislava di Lemberk. |
|      | 3/6 a 4/6     | Bélgica | Na Bélgica, beatifica o padre Damiaan de Veuster. |
|      | 30/6 a 3/7    | Eslováquia | Na Eslováquia, canoniza os mártires de Kosice (1619), Marko da Krizevci, Stefano Pongracz e Melchiorre Grodziecki. |
|      | 14/9 a 20/9   | Camarões, (Yaoundé), África do Sul, (Joanesburgo e Pretória) e Quênia, (Nairobi) | No dia 14, em Yaoundé, torna pública a Exortação Apostólica Ecclesia in Africa ("A Igreja de África"). |
|      | 4/10 a 9/10   | Estados Unidos, (Sede da ONU (Organização das Nações Unidas) e as dioceses de Newark, Nova Iorque, Brooklyn e Baltimore)                                                                    | |
| 1996 | 5/2 a 12/2    | Guatemala, Nicarágua, El Salvador e Venezuela | |
|      | 14/4          | Tunísia | |
|      | 17/5 a 19/5   | Eslovênia | |
|      | 21/6 a 23/6   | Alemanha | Pronuncia um discurso histórico no Portão de Brandemburgo (Berlim). |
|      | 6/9 a 7/9     | Hungria | |
|      | 19/9 a 22/9   | França | |
| 1997 | 12/4 a 13/4   | Bósnia e Herzegovina, (Sarajevo) | |
|      | 25/4 a 27/4   | Chéquia | |
|      | 10/5 a 11/5   | Líbano, (Beirute) | Em Beirute, dá a conhecer a Exortação Apostólica "Uma esperança nova para o Líbano". |
|      | 31/5 a 10/6   | Polónia | Na Polónia, canoniza a rainha polaca Edviges, falecida em 1243. |
|      | 21/8 a 24/8   | França | |
|      | 2/10 a 6/10   | Brasil | No Rio de Janeiro, celebra o II Encontro Mundial da Família. É a última visita do Pontífice ao Brasil. |
| 1998 | 21/1 a 26/1   | Cuba | Com celebrações em Havana, Santa Clara, Camagüey e Santiago de Cuba. |
|      | 21/3 a 23/3   | Nigéria | Na Nigéria, beatifica o sacerdote nigeriano Cyprian Michael Iwene Tansi pelo seu exemplo de fé. |
|      | 19/6 a 21/6   | Áustria | |
|      | 2/10 a 4/10   | Croácia | Na Croácia, beatifica o Cardeal Alojzije Stepinac, vítima de perseguição comunista. |
| 1999 | 22/1 a 28/1   | México, (Cidade do México) e Estados Unidos, (Saint Louis) | No dia 23, na celebração litúrgica realizada na Basílica de Nossa Senhora de Guadalupe, entrega aos bispos da América a Exortação Apostólica Ecclesia in América ("A Igreja na América"). |
|      | 7/5 a 9/5     | Roménia | |
|      | 5/6 a 17/6    | Polónia | No dia 17, consagra a Igreja e toda a Polónia à Virgem Negra de Częstochowa. |
|      | 19/9          | Eslovênia | |
|      | 5/11 a 9/11   | Índia, (Nova Deli) e Geórgia | Em Nova Deli, preside ao encerramento da Assembleia Especial para a Ásia do Sínodo dos Bispos. No dia 6, na Catedral do Sagrado Coração, assina a Exortação Apostólica Ecclesia in Asia ("A Igreja na Ásia"). |
| 2000 | 24/2 a 26/2   | Egito, (Monte Sinai) | Onde Moisés teria recebido de Deus os Dez Mandamentos. |
|      | 20/3 a 26/3   | Israel, (Terra Santa) | |
|      | 12/5 a 13/5   | Portugal, (Fátima) | Beatifica os pastorinhos Francisco Marto e Jacinta Marto em Fátima. |
| 2001 | 4/5 a 9/5     | Grécia, Síria e Malta | “nas pegadas do apóstolo São Paulo”. |
|      | 23/6 a 27/6   | Ucrânia | |
|      | 22/9 a 27/9   | Cazaquistão e Armênia | |
| 2002 | 22/5 a 26/5   | Azerbaijão e Bulgária | |
|      | 23/7 a 1/8    | Canadá, Guatemala e México | |
|      | 16/8 a 19/8   | Polónia | |
| 2003 | 3/5 a 4/5     | Espanha | Em Espanha, canoniza os religiosos Pedro Poveda, José Maria Rubío, Genoveva Torres, Ângela da Cruz e Maria Maravillas. |
|      | 5/6           | Croácia | |
|      | 22/6          | Bósnia e Herzegovina | |
|      | 11/9 a 14/9   | Eslováquia | |
| 2004 | 5/6 a 6/6     | Suíça , (Berna) | |
|      | 14/8 a 15/8   | França, (Santuário de Lourdes) | |